# غابرييل لازور
غابرييل لازور (بالإنجليزية: Gabrielle Lazure)‏ هي ممثلة كندية، ولدت في 28 أبريل 1957 بفيلادلفيا في الولايات المتحدة.

## أعمال

### أفلام
- (1983) الجريمة
- (2012) المراجحة[2]

## وصلات خارجية
- غابرييل لازور على موقع IMDb (الإنجليزية)
- غابرييل لازور على موقع ألو سيني (الفرنسية)
- غابرييل لازور على موقع ميوزك برينز (الإنجليزية)
- غابرييل لازور على موقع أول موفي (الإنجليزية)
- غابرييل لازور على موقع قاعدة بيانات الأفلام السويدية (السويدية)
- غابرييل لازور على موقع ديسكوغز (الإنجليزية)
- غابرييل لازور على موقع قاعدة بيانات الفيلم (الإنجليزية)
- غابرييل لازور على موقع كينوبويسك (الروسية)